# Окино-Ключи
Оки́но-Ключи́ (бур. Охин Булаг) — село в Бичурском районе Бурятии. Административный центр Окино-Ключевского сельского поселения.

## География
Расположено в 37 км к западу от районного центра, села Бичура, на региональной автодороге Р441 Мухоршибирь — Бичура — Кяхта. Южная точка автодороги республиканского значения Улан-Удэ — Тарбагатай — Окино-Ключи. В 4 км к западу от села находится Окино-Ключевское угольное месторождение, откуда осуществляются поставки угля на Гусиноозёрскую ГРЭС.

## История
Окин-деревня основана в 1757 году первыми семейскими переселенцами (15 семей) на необжитых и нетронутых землях в глухой тайге.
Вот что сообщают иркутские хроники: «…сего 1756 года пришли в Иркутск польские старообрядцы для поселения их за Байкалом». Их сопровождал подполковник Чевиков. В январе-феврале 1757 года были отправлены из Иркутска в Забайкалье и поселены по Чикою и протокам Селенги. Так дошли до Хилка, где 20 верстах южнее, в лесной тайге на берегах притока Хилка — горной речке, позже названной Окинкой, основали Окин-деревню.
В 1779 году первые старообрядцы переселились на ключи степной речки, близ Ключевской деревни.
Со временем население Окин-деревни переселилось на север, на эту небольшую речку в степи, на новом месте и были образованы Окинские Ключи, позже ставшие Окино-Ключами.
Ф. Ф. Болонев обнаружил списки поселенных с семьями прихода Кударинской крепости Христорождественской церкви Урлуцкого ведомства Ключевского десятка Окинской деревни. На 1795 г. в 13 домах здесь проживали домохозяева Меркурий Герасимов (3), Евдоким Куренков (6), Иван Швецов (11), Кирилло Коробейников (11), Акинф Разуваев (11), Евтихей Коробенков (5), Козьма Разуваев (8), Артемон Судейкин (7), Захар Поймаков (5), Прокопей Поляков (8), Марко Алексеев (13), Андрей Будников (5), Влас Филатов (5), Сидор Куприянов (9), Кузьма Судейкин (7). Всего 114 чел. В той же Окинской деревне жительство имеют в 6 домах выведенные из Польши поселенные толку Федосеева Яков Герасимов (3), Ефим Яковлев (2), Филип Осташев (9), Иван Бологов (8), Савин Симонов (8), Михайло Коноваленков (4). Всего 34 чел. Таким образом, в уже в 1795 году имелось отличное от Окин-Деревни селение Окино-Ключи.
П. А. Ровинский обнаружил в Урлуцком волостном архиве показание сведений за 1801 г. Окино-Ключи в то время были в ведении Урлуцкой волостной избы.
Он же указывает, что в 1804 году уже деревня имела население 65 человек мужского полу.
С 1835 г. деревня входила в состав Верхнеудинского округа Куналейской волости, а несколько позже имела самостоятельное волостное правление.

## Население
| 2002 | 2010  |
| ---- | ----- |
| 1205 | ↘1066 |

## Экономика
Основное занятие населения — сельское хозяйство. На юго-юго-востоке от села расположен СПК «Ключи». Близ села работает Окино-Ключевский угольный разрез.